# Cotopaxi
Cotopaxi – czynny wulkan, jeden z najwyższych na świecie (5897 m n.p.m.). Należy do stratowulkanów i charakteryzuje go niemal idealnie stożkowaty kształt. Leży w Andach w północnej części Ekwadoru na południowy wschód od stolicy kraju Quito. Jest drugim co do wysokości szczytem tego kraju. Granica wiecznego śniegu znajduje się na wysokości około 4750 m n.p.m.
Krater Cotopaxi ma 700 m średnicy ze wschodu na zachód, ok. 500 m z północy na południe oraz głębokość ponad 360 m. Wulkan należy do najbardziej aktywnych na świecie. Jest czynny od ponad 4 tysięcy lat. Wybuchał 59 razy do roku 1952. Najsilniejsza erupcja miała miejsce na przełomie lat 1532/1533 i zniszczyła miasto Tacunga. W 1744 roku wybuch był słyszalny 800 km od wulkanu, w Kolumbii. Ostatnia erupcja miała miejsce w 2015 roku. 
Szczyt został po raz pierwszy zdobyty 28 listopada 1872 r. Dokonali tego A. M. Escobar i W. Reiss. W roku 1972 alpiniści z Polski i Czechosłowacji zeszli po raz pierwszy na dno krateru, blisko 350 m poniżej szczytu. Wulkan znajduje się na terenie Parku Narodowego Cotopaxi o powierzchni 334 km². Żyje tam m.in. niedźwiedź, lama, wilk, lis, puma, kozioł śnieżny, kondor i orzeł. Na zboczach Cotopaxi, na wysokości około 4800 m n.p.m., znajduje się schronisko Refugio Jose Ribas.

## Galeria

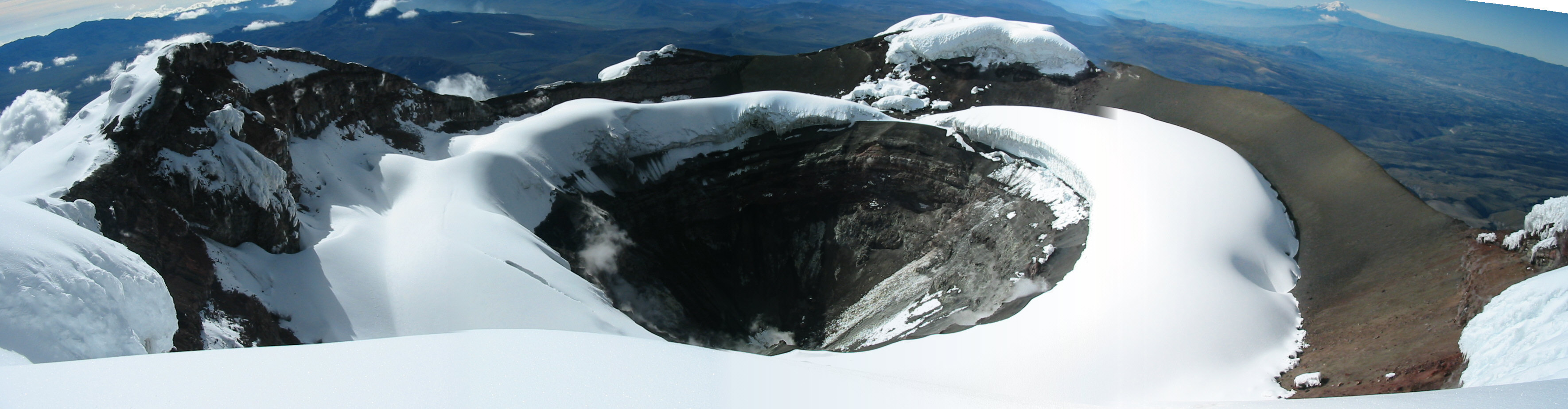
Krater Cotopaxi
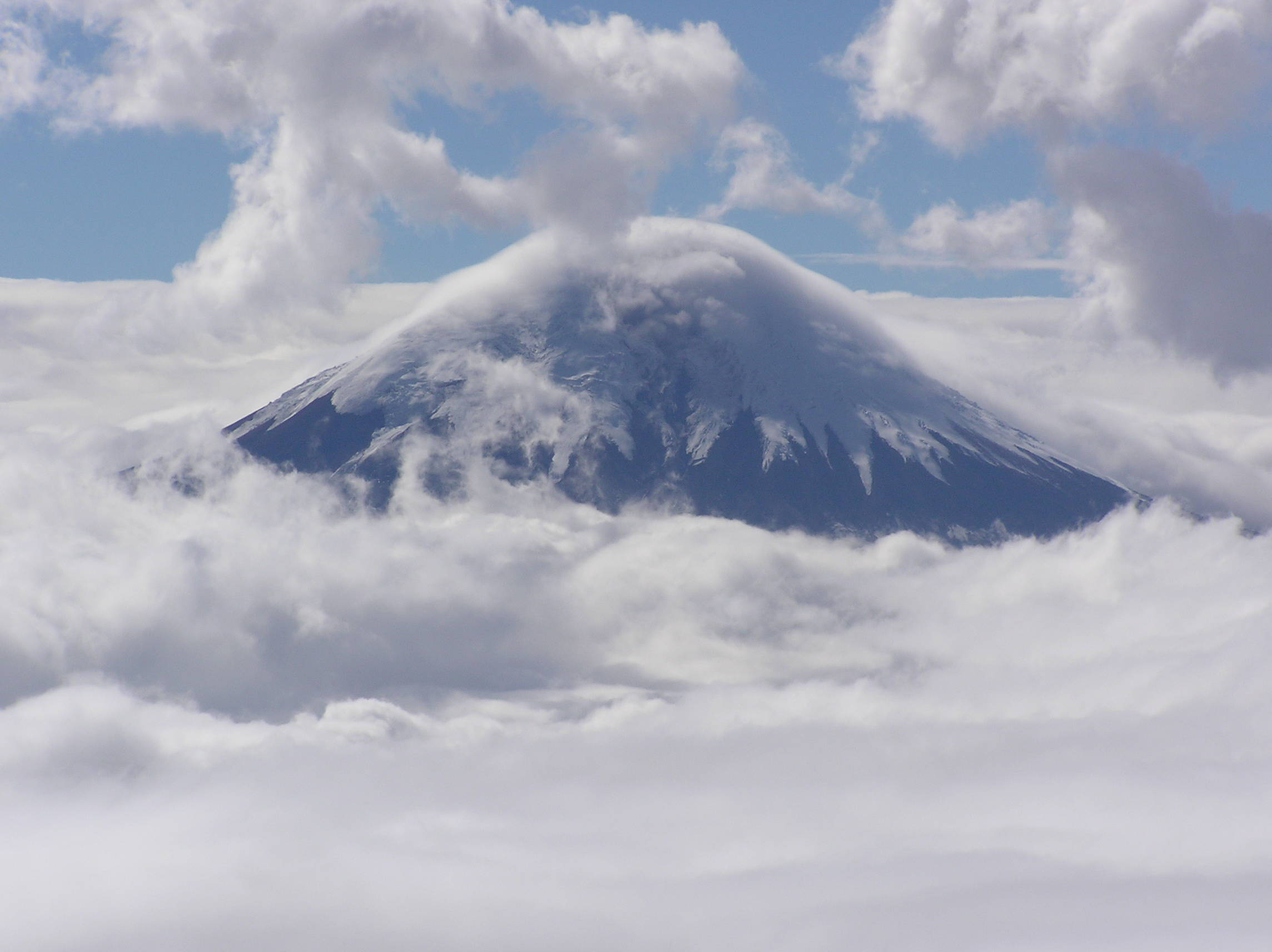
Cotopaxi widziany z Illiniza
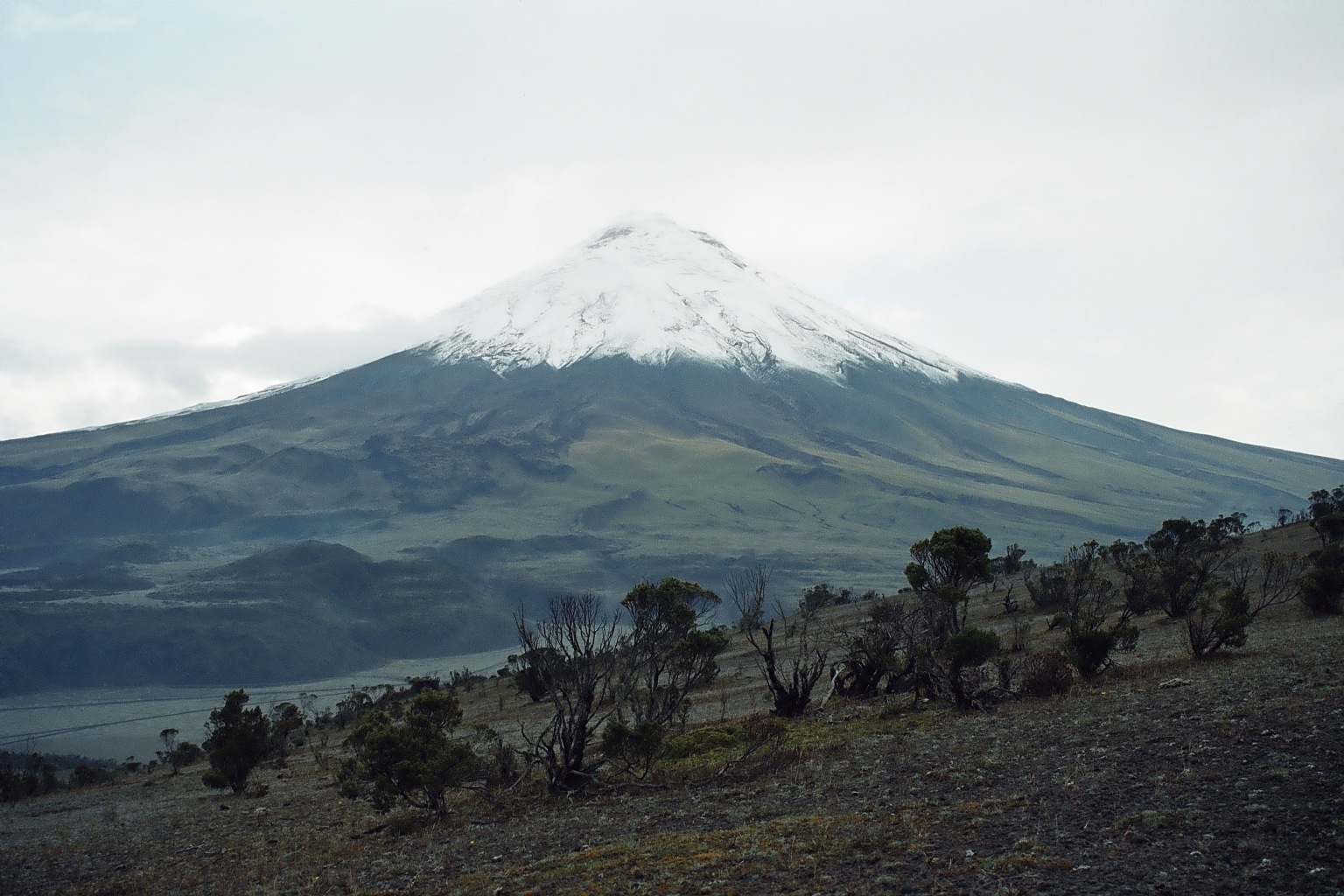
Cotopaxi
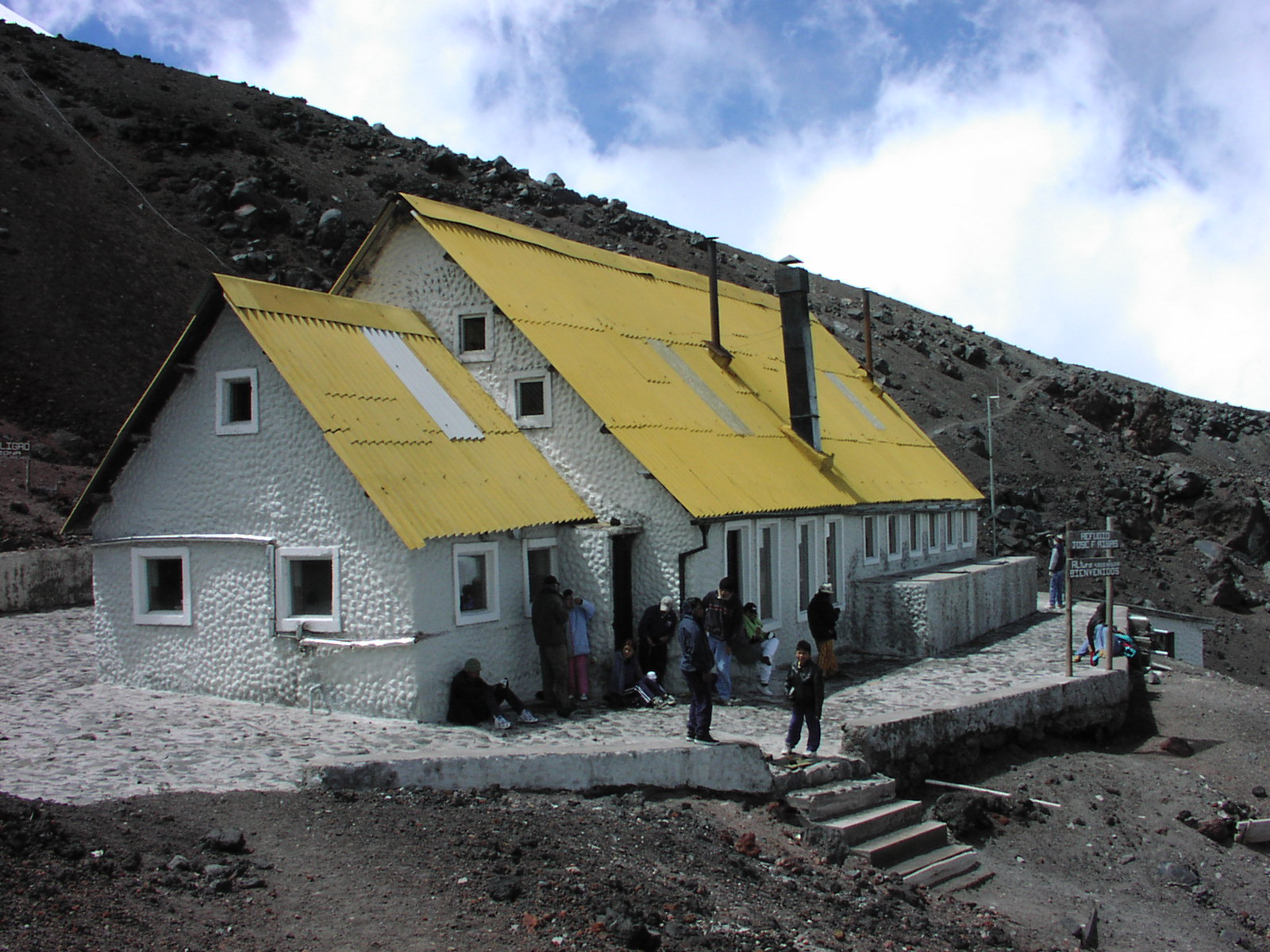
Schronisko Refugio Jose Ribas